# Лоран Стефаніні
Лоран Стефаніні (фр. Laurent Stefanini; нар. 15 серпня 1960, Нейї-сюр-Сен) — французький дипломат та державний службовець.

## Біографія
Народився 15 серпня 1960 у Нейї-сюр-Сені.
У 1980 році закінчив Інститут політичних досліджень, також навчався в Нью-Йоркському університеті. У 1985 році закінчив Національну школу адміністрації.
З 1980-х років працює в Міністерстві закордонних справ Франції: у різний час був першим секретарем постійного представництва Франції при ООН, помічником директора з економічних та фінансових питань, заступником начальника протоколу, радником з питань релігій міністром закордонних справ.
З жовтня 2006 року по квітень 2010 року був послом Франції з питань навколишнього середовища.
У 2010—2016 роках був керівником державного протоколу Франції.
З 2016 по 2019 рік обіймав посаду Постійного представника Франції при ЮНЕСКО.
У 2019 році був призначений на посаду посла Франції в Монако.

## Нагороди
Французькі:
- офіцер ордену «За заслуги»;
- командор ордена Академічних пальм;
- офіцер ордена Почесного легіону (30 грудня 2016)[7];
- офіцер ордена Сільськогосподарських заслуг;
- офіцер ордена Морських заслуг;
- Командор із зіркою ордена Святого Григорія Великого;
- Медаль Національної оборони;

Іноземні:
- орден князя Ярослава Мудрого III ступеня (6 жовтня 2010)[8];
- великий офіцер ордена Зірки Італії (2013)[9];
- Командорський хрест ордена Відродження Польщі (2013)[10];
- командор ордена «За заслуги перед Італійською Республікою» (2012);
- Командор із зіркою ордена Святого Григорія Великого (2005)[11];
- орден Грімальді (2013)[12];